# Сеймик Малопольского воеводства
Сеймик Малопольского воеводства (пол. Sejmik Województwa Małopolskiego) — представительный орган местного самоуправления Малопольского воеводства. Состоит из 39 членов, избираемых на местных выборах на пятилетний срок.
Сеймик избирает из своего состава исполнительный совет во главе с маршалом воеводства.

## Избирательные округа
Депутаты Сеймика избираются на пятилетний (с 1998 по 2018 — на четырёхлетний) срок от шести избирательных округов. У округов нет официального названия, вместо этого у каждого есть собственный номер и территориальное описание.
| Номер округа | Кол-во мандатов | Города на правах повята, входящие в округ | Повяты, входящие в округ                                   |
| ------------ | --------------- | ----------------------------------------- | ---------------------------------------------------------- |
| 1            | 5               |                                           | Хшанувский, Олькушский, Освенцимский                       |
| 2            | 5               |                                           | Краковский, Мехувский, Прошовицкий, Величский              |
| 3            | 9               | Краков                                    |                                                            |
| 4            | 7               |                                           | Мысленицкий, Новотаргский, Сухский, Татровский, Вадовицкий |
| 5            | 7               | Тарнув                                    | Тарнувский, Бохнявский, Бжеский, Домбровский               |
| 6            | 6               | Новы-Сонч                                 | Новосонченский, Горлицкий, Лимановский                     |

## Комиссии Сеймика
- Комиссия по бюджету, имуществу и финансам
- Комиссия по инновациям и современным технологиям
- Комиссия по Карпатской стратегии
- Комиссия по сотрудничеству с польской диаспорой за рубежом
- Комиссия по образованию, спорту и туризму
- Основная комиссия
- Комиссия по культуре
- Комиссия по охране окружающей среды и общественной безопасности
- Комиссия по охране здоровья
- Комиссия по делам семьи и социальной политике
- Ревизионная комиссия
- Комиссия по сельскому хозяйству и модернизации сельских территорий
- Комиссия регионального развития, продвижения и международного сотрудничества
- Уставная и юридическая комиссия

## Результаты выборов

### I созыв (1998-2002)
|  | Партия                           | Количество мандатов |
|  | -------------------------------- | ------------------- |
|  | Избирательная Акция Солидарность | 38                  |
|  | Союз демократических левых сил   | 13                  |
|  | Союз свободы                     | 6                   |
|  | Социальный Альянс                | 3                   |
|  | Всего                            | 60                  |

### II созыв (2002-2006)
|  | Партия                                         | Количество мандатов |
|  | ---------------------------------------------- | ------------------- |
|  | Гражданская платформа — Право и Справедливость | 10                  |
|  | Лига польских семей                            | 9                   |
|  | Союз демократических левых сил — Уния труда    | 8                   |
|  | Малопольское сообщество                        | 6                   |
|  | Самооборона Республики Польша                  | 4                   |
|  | Польская народная партия                       | 2                   |
|  | Всего                                          | 39                  |

### III созыв (2006-2010)
|  | Партия                   | Количество мандатов |
|  | ------------------------ | ------------------- |
|  | Право и Справедливость   | 16                  |
|  | Гражданская платформа    | 13                  |
|  | Польская народная партия | 4                   |
|  | Лига польских семей      | 4                   |
|  | Левые и Демократы        | 2                   |
|  | Всего                    | 39                  |

### IV созыв (2010-2014)
|  | Партия                         | Количество мандатов |
|  | ------------------------------ | ------------------- |
|  | Гражданская платформа          | 17                  |
|  | Право и Справедливость         | 16                  |
|  | Польская народная партия       | 4                   |
|  | Союз демократических левых сил | 2                   |
|  | Всего                          | 39                  |

### V созыв (2014-2018)
|  | Партия                   | Количество мандатов |
|  | ------------------------ | ------------------- |
|  | Право и Справедливость   | 17                  |
|  | Гражданская платформа    | 14                  |
|  | Польская народная партия | 8                   |
|  | Всего                    | 39                  |

### VI созыв (2018-2023)
|  | Партия                   | Количество мандатов |
|  | ------------------------ | ------------------- |
|  | Право и Справедливость   | 24                  |
|  | Гражданская коалиция     | 11                  |
|  | Польская народная партия | 4                   |
|  | Всего                    | 39                  |